# Diomedes Panton
Diomedes Panton (nascido em 20 de outubro de 1960) é um ex-ciclista filipino. Ele representou seu país durante os Jogos Olímpicos de Verão de 1984, na prova de perseguição individual.